# Arca e Ponte de Lima
Arca e Ponte de Lima es una freguesia portuguesa del municipio de Ponte de Lima, distrito de Viana do Castelo.

## Historia
Fue creada el 28 de enero de 2013 en aplicación de una resolución de la Asamblea de la República de Portugal promulgada el 16 de enero de 2013 con la unión de las freguesias de Arca y Ponte de Lima, pasando su sede a estar situada en la antigua freguesia de Ponte de Lima.

## Demografía
| Gráfica de evolución demográfica de Arca e Ponte de Lima entre 2011 y 2021 |
|                                                                            |
| Datos según el nomenclátor publicado por el INE portugués.                 |